# Congophiloscia albofasciata
Congophiloscia albofasciata är en kräftdjursart som beskrevs av Arcangeli 1950. Congophiloscia albofasciata ingår i släktet Congophiloscia och familjen Philosciidae. Inga underarter finns listade i Catalogue of Life.